# Estadio de Béisbol de Wukesong

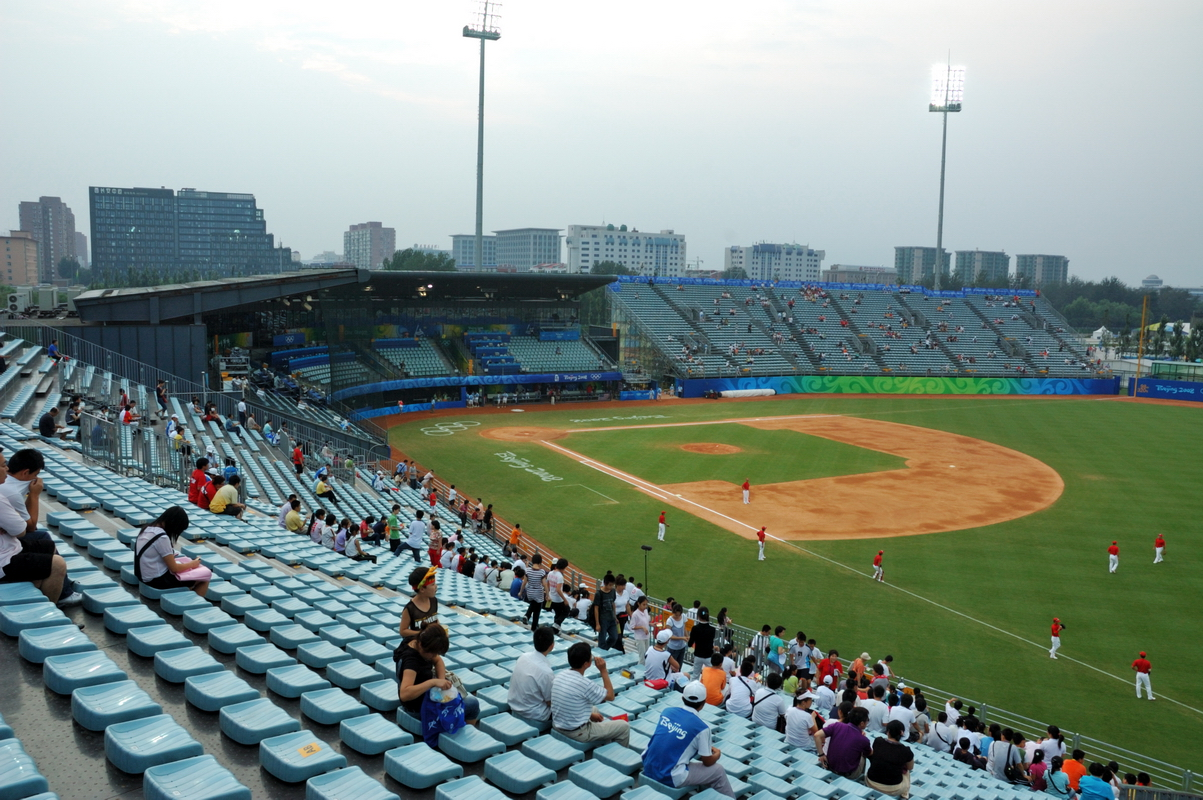
Estadio de Béisbol de Wukesong.

El Estadio de Béisbol de Wukesong (chino simplificado: 北京五棵松体育中心棒球场, pinyin: Běijīng Wǔkēsōng tǐyù zhōngxīn bàngqiúchǎng) fue una de las nueve instalaciones deportivas temporales creadas para los Juegos Olímpicos de Pekín 2008. Estaba ubicado en el Centro cultural y deportivo Wukesong en el distrito de Haidian de Pekín (China) y tenía capacidad para 15 000 espectadores. En él se disputaron las competiciones de béisbol en los Juegos Olímpicos. 